# Masud I. von Ghazni

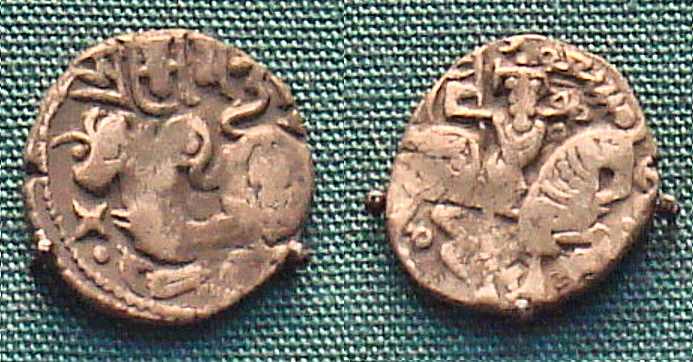
Münzen Masuds I. im Stil der Schahi (der Name Masud ist in arabischer Schrift wiedergegeben)

Masud I. von Ghazni oder Masʿūd (I.) ibn Maḥmūd (geboren 998; gestorben am 17. Januar 1041), eigentlich Schihab ad-Daula Abu Said Masud (persisch شهاب الدولة أبو سعيد مسعود, DMG Šihāb ad-Daula Abū Saʿīd Masʿūd), war von 1030 bis 1040 Sultan der Ghaznawiden-Dynastie. 

## Aufstieg
Bereits zu Lebzeiten seines berühmten Vaters Mahmud hatte sich Masud mehrfach als fähiger Feldherr bewiesen und war 1020 zum Gouverneur von Herat ernannt worden. Als neun Jahre später Rey von den Buyiden erobert wurde, erhielt Masud auch diese Statthalterschaft anvertraut und unterwarf von hier aus Isfahan und Hamadan. Die Nachricht vom Tod seines Vaters (1030) erhaltend, kehrte Masud unverzüglich aus Dschibal zurück, entriss mit Unterstützung der Armee seinem Zwillingsbruder Muhammad, dem eigentlichen Thronerben, die Herrschaft und ordnete an, dass dieser geblendet und eingesperrt wurde. Erst nach Masuds Tod kam Muhammad noch einmal kurz an die Macht.

## Regentschaft
Masud war trunksüchtig und ihm fehlten die diplomatischen Kapazitäten Mahmuds. Dennoch führte er die Kampagnen seines Vaters in Indien fort und drängte auch die persischen Buyiden weiter zurück. Für eine kurze Zeit (1033–34) besaß er Kirman, doch verlor er Sistan an die Nasriden und Choresm 1034 an die Altuntaschiden. In militärischer Hinsicht war er in einer schlechteren Ausgangslage als sein Vater, zu dessen Zeit es in ganz Persien keinen Mitstreiter des gleichen Kalibers gegeben hatte. Zu der Zeit, als Masud I. den Thron bestieg, begannen jedoch die Seldschuken den Oxus zu überqueren und nach und nach Chorasan zu besetzen. Masuds Widerstand war nicht sehr erfolgreich.
Einige wichtige Ereignisse seiner Herrschaft:
- 1031 Strafexpedition nach Makran
- 1033 Feldzug nach Kaschmir
- 1035 Strafexpedition nach Tabaristan; Niederlage gegen die Seldschuken bei Nasa
- 1036 Eroberung der Stadt Hansi im Siwaliksgebirge
- 1037 Merw wird von Tschaghri Beg erobert.
- 1038 Nischapur öffnet seine Tore dem Seldschuken Ibrahim Inal, Rey geht verloren.
- 1039 Masud schlägt die Seldschuken bei Sarachs und erobert Herat und Nischapur zurück.
- 1040 Die Seldschuken besiegen Masud in der Schlacht von Dandanqan, wodurch Chorasan (und alle Gebiete weiter westlich) endgültig verloren gehen.

Während sich Masud – nun auch den Verlust Ghaznas erwartend – nach Indien zurückzog, rebellierte ein Teil seiner Truppen, ermordete ihn und setzte seinen zuvor freigelassenen Bruder Muhammad wieder auf den Thron. Schon nach kurzer Zeit gelangte allerdings Masuds Sohn Maudud an die Macht.